# Edition
Die Edition (lateinisch editio ‚Ausgabe, Herausgabe‘, nach griechisch ékdosis) oder Ausgabe einer Publikation bezeichnet die Vorbereitung zur Veröffentlichung oder diese Veröffentlichung selbst. Das Edieren von Texten, Musik und anderen Werken geschieht in der Regel durch Verlage und Herausgeber. Wenn sich die Aufmachung und der Inhalt einer Publikation nicht oder nur geringfügig von vorigen Ausgaben wird stattdessen von Auflage gesprochen.

## Aufgaben des Herausgebers
Ziel der Edition ist es, dem Leser einen vertrauenswürdigen Text zur Verfügung zu stellen. Zu diesem Zweck muss der Herausgeber eine Reihe von editorischen Entscheidungen treffen, die darin bestehen, das Verhältnis des von ihm edierten Textes zu seiner jeweiligen Vorlage zu bestimmen.
Bei der Herausgabe der Werke lebender Autoren oder Künstler übernehmen typischerweise Lektoren und andere Mitarbeiter eines Verlages die Aufgaben eines Herausgebers. Vorlage in diesem Sinne ist beispielsweise das Manuskript oder das Typoskript des Autors bzw. eine bereits in gedruckter Form vorliegende ältere Textfassung. Der Herausgeber kann zum Beispiel die Orthografie seiner Vorlage aktualisieren, den Sprachgebrauch modernisieren oder er kann – umgekehrt – sich für eine texttreue Wiedergabe seiner Vorlage, vielleicht sogar für eine Faksimile-Edition entscheiden.
Vor allem bei älteren Texten, die in mehreren Fassungen oder Varianten vorliegen, ist die Erstellung des Textes erheblich aufwändiger und kann umfangreiche Forschungen notwendig machen; je nach Art der edierten Werke können unterschiedliche Typen von Editionen geeignet sein (siehe unten).
Professionelle Herausgeber begründen ihre Entscheidungen in der sogenannten editorischen Notiz (auch „editorischer Bericht“ genannt); bei wissenschaftlichen Editionen ist diese Pflicht.

## Editionstypologie

### Abgrenzung von Editionstypen
Je nach Zusammenspiel von Gegenstand, editorischem Anspruch, intendierter Nutzung sowie fachwissenschaftlichem Hintergrund einer Edition können unterschiedlichste Editionstypen voneinander abgegrenzt werden. Die Reflexion dieser Bedingungen ist Gegenstand der Editionswissenschaft.

#### Gegenstand
Alle kulturellen Äußerungen können als Editionsgegenstand kritisch untersucht sowie mit Wissen angereichert werden. Gegenstände einer Edition sind z. B. Werke der Literatur, Musik und bildnerischen Künste, Dokumente wie Briefe und Tagebücher, audiovisuelle Medien, Gegenstände, Archivalien und born digital-Daten.
Die editorische Methode muss dabei auf den jeweiligen Gegenstand zugeschnitten sein. Die stemmatologische Methode wurde beispielsweise für literarische Werke der Antike entwickelt und ist besonders geeignet, typische Probleme der Überlieferung dieser Texte zu beheben; für andere Quellen sind oft andere Methoden der Edition besser geeignet.

#### Editorischer Anspruch
Der konkrete Editionstyp wird davon beeinflusst, welchen Ansprüchen die Edition genügen soll. Diese ergeben sich insbesondere aus den verfügbaren Ressourcen, der fachlichen Verortung des Editionsvorhabens sowie der wahrgenommenen Bedeutung des Textes. Historisch-kritische Ausgabe beispielsweise erfüllen sehr hohe Ansprüche, binden jedoch jahre- oder jahrzehntelang Ressourcen, was dem Ziel, einen unbekannten Text möglichst schnell bereitzustellen, entgegensteht. Daher finden sich Abstufungen von Editionen mit sehr hohem wissenschaftlichem Anspruch (scientific edition, historisch-kritische Ausgabe) über kritische Editionen (scholarly edition) hin zu nicht-kritischen Ausgaben. Zudem stehen der historisch-kritischen Arbeitsweise im angloamerikanischen Raum beispielsweise copy-text und documentary editing gegenüber.

#### Nutzung
Je nach intendierter Zielgruppe müssen Editionen unterschiedliche Bedarfe erfüllen. Bei einer kritischen Nutzung ist ein textkritischer Apparat unerlässlich; steht hingegen die reine Lektüre des Werkes im Fokus, könnten diese Paratexte die Rezeption stören. Gleichermaßen können Eingriffe in den Text, wie z. B. die Normalisierung der Orthografie, sprachwissenschaftliche Untersuchungen erschweren oder verfälschen, während sie die inhaltliche Erfassung des Textes für andere erleichtern.

#### Theoretischer Hintergrund
Die Edition wird zudem vom Grundverständnis zentraler Begriffe und der Grundhaltung zum Editionsgegenstand selbst beeinflusst. So wird insbesondere zwischen der idealistischen und materialistischen Herangehensweise unterschieden: Erstere versucht, den vom Autor intendierten Text zu (re-)konstruieren, während zweitere sich ausschließlich auf die materielle Überlieferung, d. h. die realen Dokumente und die darin festgehaltenen Texte stützt. Gleichermaßen führt die konkrete Auslegung des Autor-, Werk- und Textbegriffs zu unterschiedlichen Editionen und Editionstypen.

### Unterschiedliche Typen von Editionen

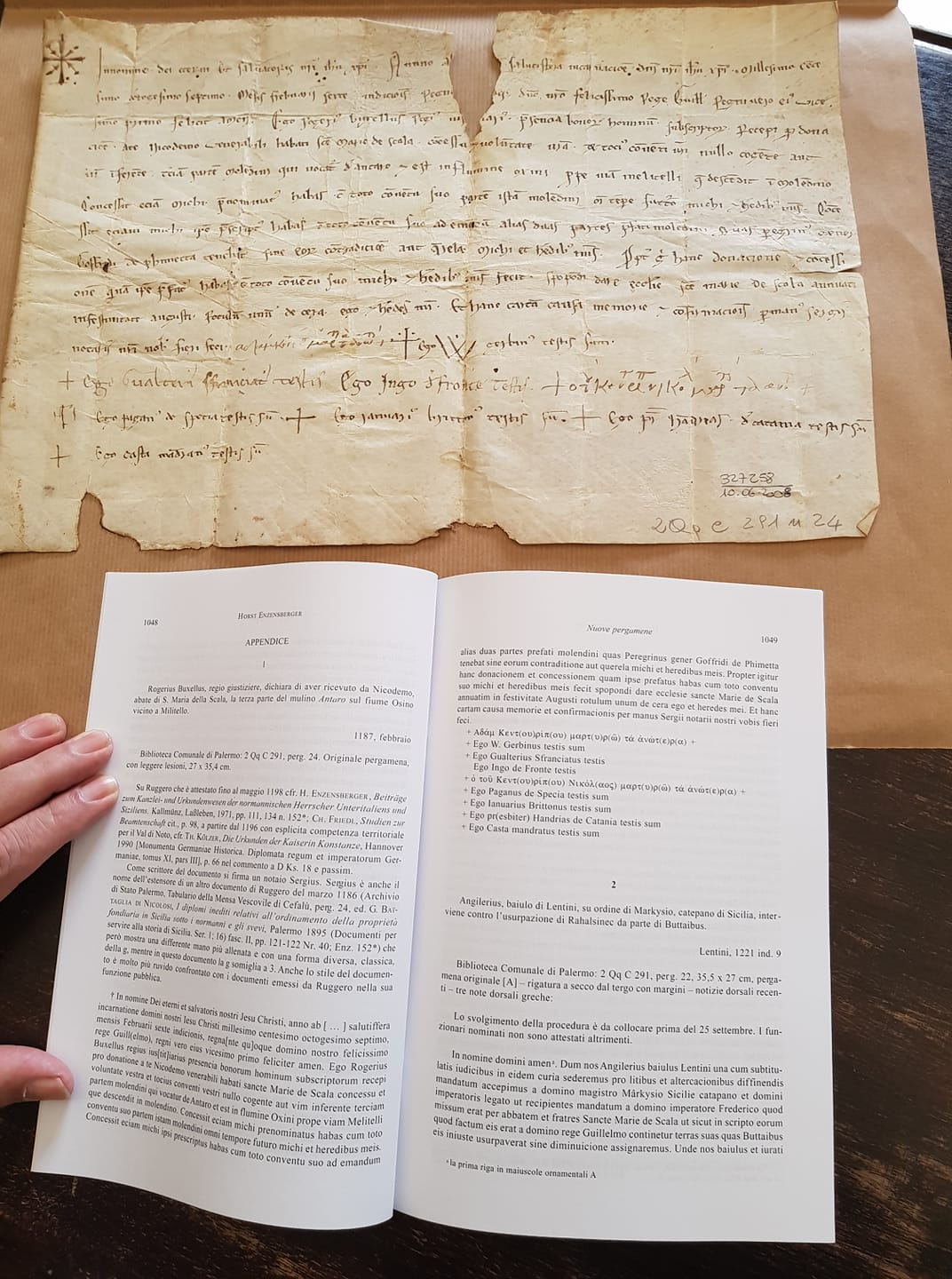
Eine aus dem 12. Jahrhundert stammende Urkunde und ihre Edition durch Horst Enzensberger.

Es existieren unterschiedliche Editionstypologien. Im deutschen Sprachraum zentral ist das Schema der historisch-kritischen Ausgabe sowie den aus ihr abgeleiteten Derivaten. Die Begrifflichkeit bezieht sich in aller Regel auf zunächst handschriftlich verfasste und überlieferte, dann gedruckte Texte, auch wenn zunehmend digitale Editionen neben oder anstatt gedruckter entstehen.
- Die historisch-kritische Ausgabe präsentiert im Obertext einen mit Hilfe der Textkritik unter Berücksichtigung möglichst der gesamten Überlieferung konstituierten Text einer Quelle. Das Vorgehen, die Überlieferungslage sowie die Entstehungs- und Wirkungsgeschichte werden in einer Einleitung erläutert, die gegebenenfalls auch Autorschaft, Datierung und Echtheit klärt. Der Text selbst wird durch den textkritischen Apparat und Sachstellenkommentare sowie gegebenenfalls weitere Apparate ergänzt. Damit eignen sich kritische Ausgaben als Grundlage für eine vertiefte wissenschaftliche Auseinandersetzung; sie richten sich an ein wissenschaftliches Fachpublikum.
  - Eine historisch-kritische Edition, die nach dem stemmatologischen (oder genealogischen) Prinzip erstellt wurden, zieht alle Handschriften nach bestimmten Regeln für die Erstellung des Obertextes heran. Nur Handschriften, die nach den Regeln der Textkritik ‚eliminiert‘ werden können, bleiben unberücksichtigt. → Hauptartikel: Textkritik#Stemmatologische_Methode
  - Eine Edition nach dem Leithandschrift-Prinzip folgen hinsichtlich des Wortlauts und ggf. auch weiterer Aspekte (Orthographie, Layout) einer bestimmten Handschrift; andere Textzeugen können berücksichtigt werden, ihre Lesarten werden aber nur im Apparat erwähnt.  → Hauptartikel: Textkritik#Leithandschrift-Prinzip
  - Ein Sonderfall einer solchen Edition ist die diplomatische Edition. Sie basiert ebenfalls nur auf einem Textzeugen und gibt dessen Wortlaut ohne jede Normalisierung so genau wie möglich wieder, oft unter Verwendung von sonst ungebräuchlichen Schriftzeichen. → Hauptartikel: Diplomatische Edition
  - Eine Edition auf Basis mehrerer Textzeugen heißt eklektische Edition, wenn der Obertext für unterschiedliche Stellen unterschiedlichen Textzeugen folgt. → Hauptartikel: Eklektische Edition
  - Als synoptische Edition wird die parallele Präsentation des Wortlautes mehrerer (meist zwei oder drei) Textzeugens einer Quelle bezeichnet; bei gedruckten Editionen geschieht dies meist durch mehrspaltigen Satz.

- Die Studienausgabe übernimmt diesen Obertext einer kritischen Ausgabe unter Beibehaltung des historischen Sprachstandes. Der Text wird, teils sogar ausführlicher als in kritischen Ausgaben, durch Sachkommentare erläutert, enthält jedoch in der Regel keine umfassenden Variantenapparate mehr. Anders als die historisch-kritische Edition dokumentiert sie also nicht alle bestehenden Textfassungen.

- Die Leseausgabe ist noch stärker für die Textlektüre intendiert. Sie präsentiert die Quelle im Wortlaut, modernisiert diesen aber oft zur Verbesserung der Lesefreundlichkeit, z. B. durch Normalisierung. Leseausgaben enthalten keine Apparate, basieren aber oft auf historisch-kritischen Ausgaben.

- Die knappe Erfassung wesentlicher Inhalte einer Quelle (z. B. des rechtserheblichen Inhalts einer Urkunde) wird als Regest bezeichnet; nur geringe Teil der Quelle, falls überhaupt, werden im Wortlaut zitiert. Sie können auf kritischen Ausgaben oder den Originalen selbst basieren und erheben keinen kritischen Anspruch.

- Die möglichst genaue bildliche Wiedergabe einer Quelle, oft mit Hilfe der Photographie, wird als Faksimile bezeichnet. Auch Faksimileausgaben erheben keinen kritischen Anspruch.
- Als Erstausgabe oder (bei historischen Werken) editio princeps wird diejenige Ausgabe bezeichnet, die einen Text erstmals im Druck anstatt in handschriftlicher Form präsentiert.

## Ideologie und Edition
David C. Greetham stellte Anfang der 1990er-Jahre die Frage, ob es sich beim Aufbau einer traditionellen Werkausgabe in der Unterscheidung in „autorisierte“ und „weniger wichtige“ Teile von Textkonglomeraten nicht eventuell um Anzeichen patriarchaler, elitärer und sogar rassistischer Einstellungen handelt. David Adams fasste 2010 zusammen, dass Greetham in weiteren Arbeiten zutage förderte, wie sehr theoretische Handlungen hinter der Arbeit an Texten angefüllt sind mit ideologischen Annahmen, die eine Edition formen und dem Leser ein bestimmtes Set an Ideen vermitteln.

## Begriff in anderen Zusammenhängen
Die Bezeichnung Edition wird manchmal auch für ungewöhnlich ausgestattete Ausgaben oder spezielle Auflagen von Werken gewählt, insbesondere bei der Vervielfältigung anspruchsvoller Musik- und Kunstwerke. Auch im Zusammenhang mit Anglizismen wie first edition oder special edition besteht eine Verwechslungsgefahr mit dem Begriff der Edition (im Sinne der Herausgeber-Tätigkeit des Edierens). Denn der englische Begriff kann sich auch auf die äußere Form eines Buchs oder Produkts beziehen, ist also hier im Sinn von Erstauflage bzw. Sonderausgabe zu verstehen.
Die Bezeichnung Edition führen auch manche Verlage im Namen.
Das Edieren von Werken unterscheidet sich von dem Editieren, welches im Englischen (to edit) die gleiche Bedeutung wie Redigieren hat, und mit Berufen wie Verlagslektor, Redakteur, Filmeditor in Verbindung steht. Im Zuge der digitalen Textbearbeitung (z. B. Wikipedia) und der EDV (z. B. Daten in ein Terminal eingeben, ändern, löschen) hat sich Editieren auch im Deutschen etabliert.